# 323省道 (浙江省)
S323省道又称科大线，是中国浙江省省道之一，原编号62省道。S323省道路线的起点是台州市天台县下科山，经过平桥镇、街头镇、磐安县方前镇，终点为大盘镇故又称科大线。